# ジュディ・シル
ジュディ・シル（英語: Judee Sill、1944年10月7日 – 1979年11月23日）は、アメリカ合衆国出身のシンガーソングライター。デヴィッド・ゲフィンの設立したアサイラム・レーベルの第1号アーティストであり、2枚のアルバムを発表した後に音楽シーンから消え、1979年に薬物の過剰摂取によって他界した。
1971年発表の最初のアルバム『ジュディ・シル』は称賛をもって迎えられ、その2年後に『ハート・フード』が発表された。1974年には3枚目のアルバムが準備されデモを録音し生前の発売はなかった。未発表の楽曲ほかは2005年に『ドリームズ・カム・トゥルー』のタイトルで世に出た。シルの音楽はバッハの韻律と組曲に影響を受けており、歌詞の面ではキリスト教的な喜びと贖罪をテーマとしている。

## 略歴
シルは父と兄を幼少期にそれぞれ事故で亡くしている。母親の再婚相手は『トムとジェリー』のアニメーターを務めたケネス・ミューズだが、酒びたりの暮らしに反発したシルは反抗的な性格になり、「10代で家出」をして犯罪と麻薬の世界に入っていく。
不渡りの小切手を発行して有罪になり、服役中にゴスペル・タッチのキーボード奏法を習得したシルは、ヘロイン中毒を克服して作曲を志すようになった。ピアノとオルガン、ギター奏者の才能を発揮したシルは西海岸に戻ると、グラハム・ナッシュとデヴィッド・クロスビーのツアーに同行し、オープニング・アクトを務めたり、できたばかりのレーベルへの契約を依頼してきたデヴィッド・ゲフィンと出会う。最初の成功は、タートルズに提供した楽曲「レディ・オー」のヒットだった。
ファースト・アルバムから初めてシングルカットされた曲は「ジーザス・ワズ・ア・クロス・メイカー」である。グラハム・ナッシュがプロデュースした同アルバム『ジュディ・シル』はすぐに評判となる。シルの曲は贅沢なオーケストレーションを施して多重録音されたボーカルは多くの場合、4度のコラール、フーガ形式を用いている。このアルバムはキャロル・キングやジョニ・ミッチェルら女性シンガーソングライターの作品に代表される潮流の基底をなす作品である。
G・ナッシュとD・クロスビーのツアーでオープニング・アクトを務めた歌手として、シルは大勢の観客に知られたし、ラジオで楽曲「ジーザス・ワズ・ア・クロス・メイカー」が頻繁に流れたにもかかわらず、レコードの売り上げには結び付かなかった。シルは1曲の作曲にときには1年を費やすほどの完璧主義者であったため、セカンド・アルバムであり最後の作品集となる『ハート・フード』の録音は1972年末まで始まっていない。同アルバムも音楽評論家には好評価を受けたものの、商業的には失敗している。自ら編曲を手掛けたこのアルバムは、1作目よりさらに多くの弦楽器を加え、音楽的にも広がりを見せていた。
大衆の支持を得られず、不本意なバッキング・ミュージシャンとして仕事を続けるうち、シルの名は徐々に聞かれなくなり、ついには表舞台から完全に姿を消してしまう。その後の身の上にはさまざまな噂が語られたが、再びヘロイン吸引を始めてコカイン常用に陥ったことは確かである。G・ナッシュが1974年にシルの訃報を受け、オーバードースだったらしいと語ったのは誤りである。だが2人が数年前には仕事で頻繁に顔を合わせる間柄だったことを考え合わせても、シルは1974年当時、すでに完全に「消息が不明」だった点をよく表す一件である。
その後に「交通事故」に遭い、怪我の痛みを抱えたシルは薬物を用いて中毒に苦しみ、ついにコカインの過剰摂取により1979年11月に死亡した。

## 没後の評価
死後、シルはジム・オルークが未発表曲集『ドリームズ・カム・トゥルー』のミックスを担当するなど、多くのミュージシャンの称賛を集めた結果、2枚のオリジナル・アルバムは多くのライブ演奏やデモ音源をボーナス・トラックとして収録し、2枚組CD（『アサイラム・イヤーズ』）にまとめて再発されている。
「ジーザス・ワズ・ア・クロス・メイカー」は、グラハム・ナッシュがかつて所属したバンド、ホリーズが1973年に録音し、ナッシュは参加していない。このバージョンを映画『エリザベスタウン』（2005年）のオープニングに流したが、キャメロン・クロウ監督自身はシルのオリジナル・バージョンも同じくらい好きだと語っている。
同じ曲をシンガーソングライターのウォーレン・ジヴォン（アメリカ合衆国）がカバーしてアルバム『Mutineer』（1995年）に収載した。また『ドリームズ・カム・トゥルー』から「That's The Spirit」をカバーしたのは日本のクラムボンで、アルバム『LOVER ALBUM』（2006年）に含めた。
ジャッキー・リーヴェンはスコットランドのケルティック・ソウル・シンガーで、アルバム『Oh What a Blow That Phantom Dealt Me!』にシルに捧げた「The Silver In Her Crucifix (Homage To Judee Sill)」という曲を収めてあり、以下のようなくだりがある。
（前略）and Judee Sill just stood there 
with a gold key in her heart 
and the silver in her crucifix 
kept warring worlds apart 
that's why I love Judee Sill（中略）
and I know I always will.—J・リーヴェン「The Silver In Her Crucifix (Homage To Judee Sill)」

### 3枚目のアルバム
シルには3作目のアルバム『Tulips From Amsterdam』が存在するかのような記載は、多くのデータベースや書籍に散見されるが、実在したという証拠はない。シルを知り一緒に仕事をした経験のある人々は、3作目のタイトルすら耳にしたこともなければ、もし実在するなら自分たちこそ覚えているはずだと語っている。この誤った情報が広まった発端はインターネットの「All Music Guide（現Allmusic）」というサイトであり（現在は修正済み）、さらに元をたどるとTerry Hounsome著『New Rock Record』の1981年出版に記述がある。書籍ではこの箇所を訂正しないまま版を重ねた。

## ディスコグラフィ

### オリジナル・アルバム
- Judee Sill （LP盤、アサイラム、1971年）[6]
- Heart Food （LP盤、アサイラム、1973年）[注釈 8]

※日本盤CDは『ジュディ・シル』（1999年、ワーナー）

### 没後に出た主なCD
- Judee Sill （ライノハンドメイド[注釈 10]、2003年） – オリジナル・アルバムにボーナス・トラック10曲を加えたもの。5,000枚限定。
- Heart Food （ライノハンドメイド[注釈 10]、2003年） – オリジナル・アルバムにボーナス・トラック9曲を加えたもの。5,000枚限定。
- Dreams Come True（2枚組、ウォーター[注釈 11]、2005年） - 3作目のアルバム用に録音してあったデモ8曲と、その他のデモや未発表曲12曲を収録。さらに映像5曲分を収録（1973年の南カリフォルニア大学におけるライブ演奏）。日本盤の題名は『ドリームズ・カム・トゥルー』（Pヴァイン）。
- Abracadabra: The Asylum Years （2枚組、ライノ[注釈 12]、2006年） – ライノホームメイド版（2003年）の2枚をセットにしたもの。ただしボーナス・トラックから1曲削除、3曲を追加している。日本盤の題名は『アサイラム・イヤーズ』（ワーナー）。
- Live in London: The BBC Recordings 1972-1973（トルバドゥール[注釈 13]、2007年）– BBCのテレビ番組とラジオに出演して生演奏した音源とインタビューを収録。日本盤の題名は『ライヴ・イン・ロンドン BBCレコーディングス72～73』（Pヴァイン）。